# Philippe Taurines
Philippe Taurines (ur. 22 października 1964) – francuski judoka. Startował w Pucharze Świata w latach 1990-1993. Wicemistrz Europy w drużynie w 1989 i 1990. Trzeci na MŚ juniorów w 1983 roku. Mistrz Francji w 1991 roku.